# Fekete törpeberkenye
A fekete törpeberkenye (Aronia melanocarpa) Észak-Amerikában őshonos cserje. Termésének számos gyógyhatása ismert. Latin neve után hívják még fekete aróniának, aróniának, termését aróniabogyónak. A fekete berkenye elnevezése vélhetően annak köszönhető, hogy termése hasonló megjelenésű a közeli rokon berkenyefajokéhoz (Sorbus spp.), azonban a berkenye (Sorbus) és a törpeberkenye (Aronia) két különböző növénynemzetség.

## Elterjedés
Eredeti hazája az Amerikai Egyesült Államok és Kanada keleti része. A XX. század elején azonban Skandináviában, Oroszországban és Lengyelországban is feltűnt. Azóta Közép-Európában is terjed. Az 1970-es évektől nagy területeket ültetnek be vele Németországban. Újabban Magyarországon is fellelhető a cserje. Honosítási kísérlet alatt áll Bulgária, Ausztria és Szerbia területén is.

## Megjelenése

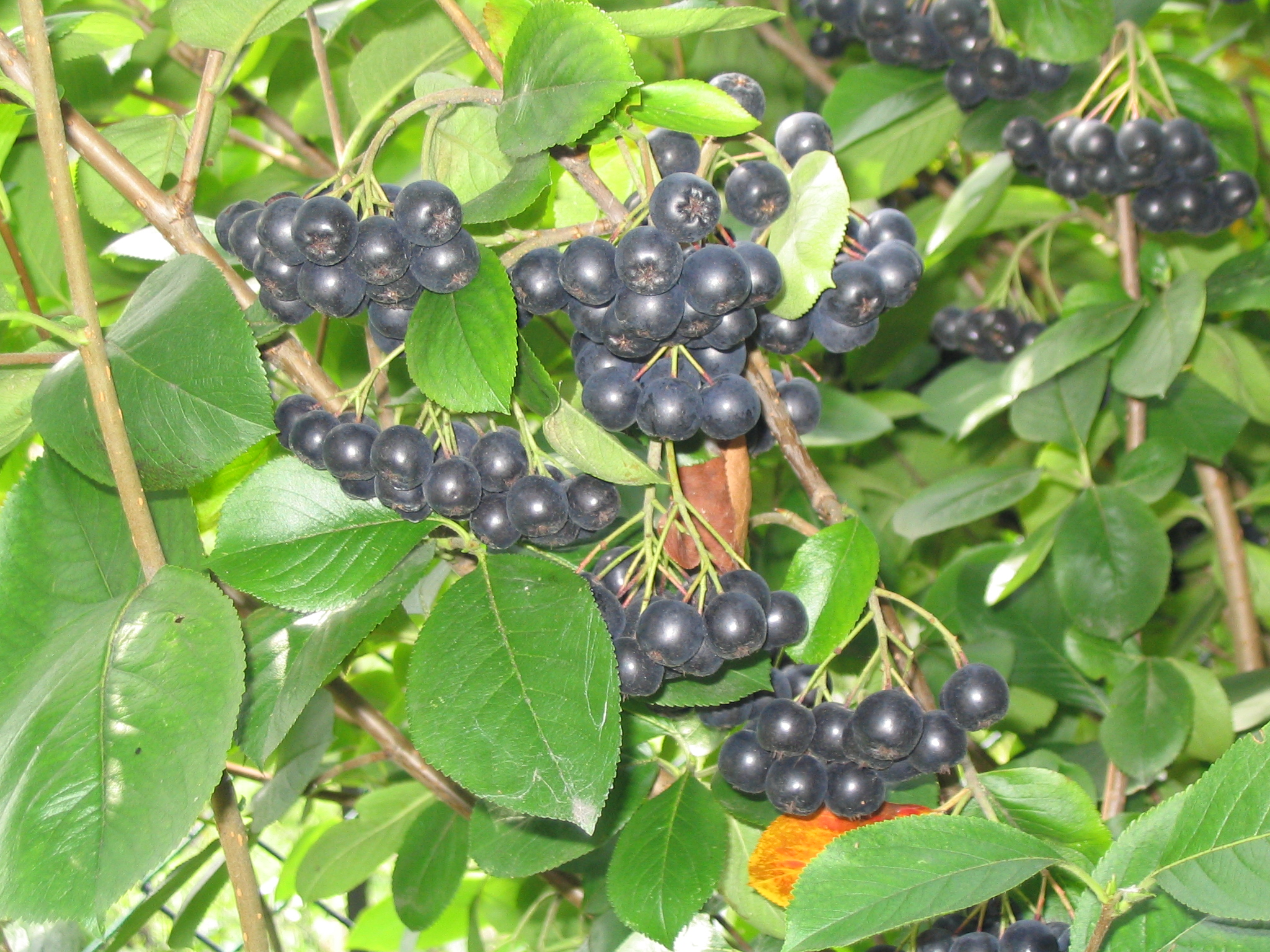
Levelei és gyümölcsei

A fekete törpeberkenye 1-3 méter magas cserje. Fejlődése során a növény tömötté, terebélyessé válik. Jellegzetessége a magas fokú hajtáshozási hajlam. Gyökérsarjakat is képezhet. Fényigényes növény. Levele elliptikus vagy fordított tojásdad. Ősszel gyönyörűen fénylő vörös színűvé alakulnak levelei. Kártevőkkel és betegségekkel szemben igen ellenálló. Abszolút fagytűrő. Akár a -35 °C fokot is elviseli károsodás nélkül. Igénytelen. Májusban 10 napon át virágzik. Az 5–10 mm átmérőjű fekete színű bogyók nyár végére érnek be, nyersen szinte elviselhetetlenül savanyúak, az angolszászok ezért is hívják chokeberrynek, tükörfordításban fojtó bogyónak. Az aróniabogyó a madarak kedvelt tápláléka is, mivel ők nem érzékelik a kellemetlenül összehúzó ízt. A gyümölcs számos vitamint tartalmaz.

## Élettani hatásai
A Kragujeváci Orvostudományi Fakultás (Szerbia) által végzett klinikai kísérletek során bebizonyosodott antioxidáns hatása, valamint a vérszegénység kezelésében is jól teljesített. A gyulladásos folyamatokat nem befolyásolta.